# John o' Groats
John o' Groats (Taigh Iain Ghròt em gaélico escocês) é uma pequena aldeia situada no extremo norte da região das Terras Altas Escocesas, considerada popularmente como o ponto mais setentrional da ilha da Grã-Bretanha, embora o ponto mais setentrional seja de facto Dunnet Head.
O nome John o' Groats torna-se familiar porque se utiliza frequentemente para definir a extensão da Grã-Bretanha em termos de estradas, caminhadas e outros eventos de recolha de fundos que ocorrem na ligação entre Land's End (o extremo sudoeste da península da Cornualha, Inglaterra) e John o’ Groats. A expressão "de Land's End a John o' Groats" faz referência tanto a esta viagem como a qualquer grande distancia em geral.
A ortografia de John o' Groats é la mais correta embora existam várias alternativas. A localidade deve o seu nome a Jan de Groot, um neerlandês que obteve uma permissão para serviço de navegação marítima entre a Escócia e as ilhas Órcades (Orkney Islands), adquiridas à Noruega pelo rei Jaime IV da Escócia em 1496. O "o" minúsculo e o segundo espaço são devidos ao facto de "o' " ser uma contração de "of" e não um prefixo para o nome, como no caso dos apelidos irlandeses.

## O poste de sinalização
O famoso poste sinalizador de final de caminho de John o’ Groats, tal como o poste homólogo em Land's End, é propriedade privada e é proibido tirar fotos sem pagar. Muitas pessoas creem erradamente que o poste é um serviço público. Um sinal de uso gratuito fora do horário comercial fica no muro que está ao lado da loja de recordações "First and Last Souvenir Shop", já que o famoso poste é retirado de noite.

## Ligações externas

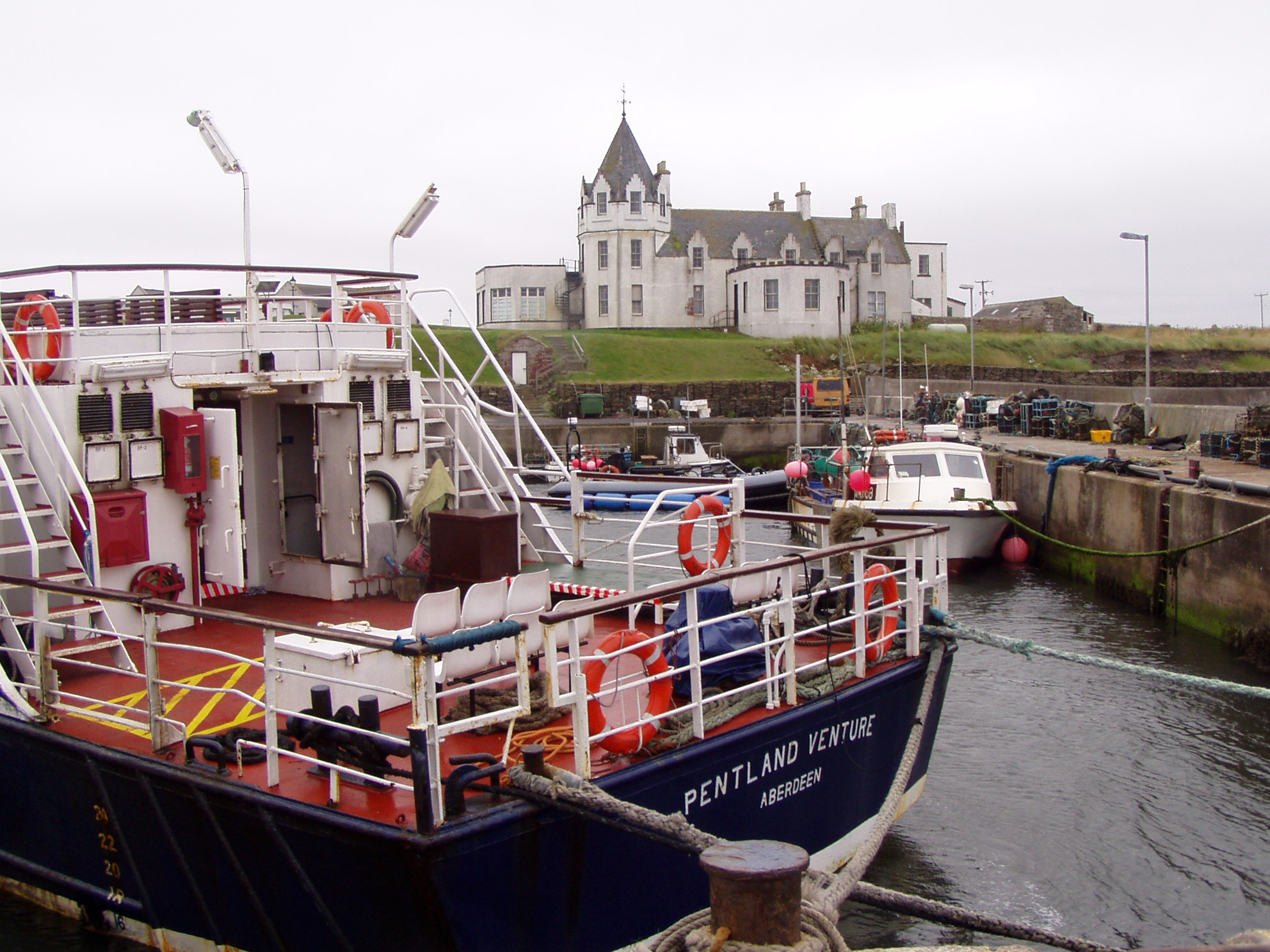
O porto de John o' Groats